# 任天堂Switch系统软件
任天堂Switch系统软件是任天堂Switch的可更新官方固件及操作系统。
任天堂Switch系统软件基于FreeBSD。系统软件于2017年3月3日随任天堂Switch主机一同上市。所有地区的任天堂Switch均使用同一系统软件，并不按地区区分版本。Switch Lite與Switch共用相同的作業系統。

## 概述
任天堂Switch的操作系统基于FreeBSD开发，首批主机出厂默认系统软件版本为1.0.0，上市首日即可下载2.0.0更新。系统中网页内容的呈现通过WebKit来实现，例如任天堂eShop，但用户目前为止无法直接访问网页。使用者可用Joy-Con或者Pro手柄操作系统软件，也可以像使用平板设备一样通过触摸屏来操作。
在系统软件框架中还隐藏了彩蛋：以特定方式可以启动红白机游戏《高尔夫》，游戏可通过Joy-Con操控。不少媒体和玩家认为该彩蛋是为了向策划任天堂Switch的已故前社长岩田聪致敬，他也是《高尔夫》唯一的程序员。這個彩蛋已於系統軟體版本4.1版起被移除。

## 用户界面

### 主界面
主界面左上角显示用户的头像，右上角显示时间、网络和电池信息。中间显示系统中现有的所有软件，包括实体版游戏和下载版游戏，以及一些其他应用软件如niconico动画。 下方是操作系统功能的圆形快捷方式图标，如新闻、任天堂eShop和设置等。

#### 新闻
用户可通过该功能来订阅来自任天堂或其他厂商的游戏新闻和广告等。屏幕被锁定时也会显示新闻。玩家所接收到的新闻与任天堂账户的地区设置有关。

#### 任天堂eShop
用户可通过该功能从任天堂eShop下载游戏或者软件。部分游戏还可进行预下载：即在上市日之前下载完游戏内容，待上市日解锁便可马上游玩。

#### 相册
相册中储存了用户保存的截图和视频。用户可对截图与视频进行简单的编辑。在2024年6月11日前，用户可以通过相册将截图和视频直接分享至Facebook和Twitter，目前该功能已经随着系统更新而关闭。

#### 控制器
用户可通过该功能来进行控制器（包括Joy-Con和Pro手柄）的配对、管理或通过震动来寻找控制器。

#### 设置
用户可在此更改主机系统设置，其中也包含一些其他的功能，例如新建自己的Mii；迁移用户数据和存档数据等。

#### 休眠
用户可在此选择休眠模式，但无法关机。截至系统4.1.0版本仅机身左上侧实体按键長按後才可在電源選項中選擇关机。

### 快捷菜单
用户可通过长按Home按钮，来打开快捷菜单以进行快速操作。
菜单中包含：休眠模式，亮度调节条，自动亮度调节开关，音量调节条和飞行模式选项。

### 拍摄与录制
用户只需轻按或长按拍摄按钮一次即可拍摄并保存当前画面至相片库中或录制中的影片。但需注意，系统最多只能保存30秒以内的影片。

## 更新列表
| 版本   | 更新日期       | 主要更新内容 |
| ------ | -------------- | --- |
| 2.0.0  | 2017年3月3日   | - 进行网络联机游戏 - 接收游戏新闻 - 可使用任天堂eShop - 好友功能 - 将截图分享至Facebook和Twitter - 更新游戏软件 - 获取已购入游戏软件（盒裝版）的任天堂积分 - 新增对HDMI CEC的支持（当任天堂Switch开机时，支持该功能的电视机也会自动打开） - 显示电池电量百分比 - 格式化microSD - 新增对microSDXC的支持 |
| 2.1.0  | 2017年3月28日  | - 增强系统安全性与稳定性 |
| 2.2.0  | 2017年4月18日  | - 增强系统安全性与稳定性 |
| 2.3.0  | 2017年5月16日  | - 增强系统安全性与稳定性 |
| 3.0.0  | 2017年6月20日  | - 在游戏新闻中可关注频道 - 添加任天堂3DS和Wii U平台上的好友 - 好友在线提醒 - 通过震动搜索已配对的Joy-Con - 可改变用户的顺序 - 在用户设置中新增6个《Splatoon 2》头像 - 可在快速设置（长按home键）中调节音量 - 可调整使用耳机时的最大音量 - 可使用反色模式与灰度模式 - 新增对USB键盘的支持 - 可在用USB连接的情况下使用Pro控制器 - 可升级Joy-Con的固件 - 可在下载时提示空间不足的情况下马上整理空间 - 在电视输出的电视声音设定中新增“自动”选项 |
| 3.0.1  | 2017年8月1日   | - 修正电量显示不正确的问题 - 增强系统安全性与稳定性 |
| 3.0.2  | 2017年9月6日   | - 增强系统安全性与稳定性 |
| 4.0.0  | 2017年10月19日 | - 新增在部分游戏中录制30秒视频的功能。（其余游戏可通过补丁后续更新） - 在用户设置中新增12个《超级马里奥 奥德赛》和《塞尔达传说 旷野之息》头像 - 改进了新闻的布局 - 新增将用户数据和存档数据迁移至其他任天堂Switch的功能 - 新增游戏预下载功能（仅限部分游戏） - 在进行本地联机时，可以给较低版本的游戏提供升级数据 - 新增对USB头戴耳机的支持 - 新增游戏出错时提交报错信息的功能 - 新增通过专用适配器使用GCN手柄的功能 - 新增“简体中文/英文”、“繁体中文/英文”、“韩文/英文”语言选项（选择该选项可使部分支持的游戏显示为简体中文/繁体中文/韩文，但系统语言为英文） |
| 4.0.1  | 2017年10月26日 | - 修复连接HDMI时无法正确显示画面和输出声音的问题 |
| 4.1.0  | 2017年12月5日  | - 修正使用陀螺感应仪进行游戏时操作不稳定的问题 |
| 5.0.0  | 2018年3月13日  | - SNS (Facebook、Twitter) 上认识的人会在任天堂账户好友的候补中显示。 - 新增來自『ARMS』的15個圖示，來自『星之卡比』的9個圖示。 - 在家长守护设定（みまもり設定）中可使用控制器的摇杆或按钮来输入密码。（自系統版本5.0.0之後，這個輸入方式將成為標準。） ※可切換至原來的數字鍵盤輸入。 - 可以按频道分类来浏览游戏新闻。 - 在家长守护设定（みまもり設定）中可对播放游戏视频进行限制。 - 增强系统安全性与稳定性 |
| 5.0.1  | 2018年3月27日  | - 增强系统安全性与稳定性 |
| 5.0.2  | 2018年4月17日  | - 修正在“或许是朋友？”中无法显示Facebook好友头像的问题。 - 修正使用陀螺感应仪进行游戏时操作不稳定的问题 |
| 5.1.0  | 2018年5月31日  | - 增强系统安全性与稳定性 |
| 6.0.0  | 2018年9月19日  | - 與任天堂Switch線上服務有關之更新。 |
| 6.0.1  | 2018年10月9日  | - 增進系統穩定性，包括： - 修復網際網路連線測試時，無法正確顯示上下載速度的問題。 - 修復部份已授權控制器無法正確反應傾斜動作的問題。 |
| 6.1.0  | 2018年10月29日 | - 增進系統穩定性，包括： - 修復部份遊戲在付費後短暫性的無法辨識任天堂Switch線上服務的會員身份之問題。 |
| 6.2.0  | 2018年11月19日 | - 更新TSEC加密與開機程序，以對抗破解、盜版與自製軟體。 |
| 7.0.0  | 2019年1月29日  | - 系統選單對應語言新增繁體中文、簡體中文及韓文。 - 使用者頭像設定新增6款圖示可供選擇，其中包括《新超级马里奥兄弟U》。 - 錯誤修正與系統穩定性、使用便利性改善。 |
| 7.0.1  | 2019年2月19日  | - 錯誤修正與系統穩定性、使用便利性改善。 - 解決《精靈寶可夢》系列遊戲與《精靈寶可夢GO》App配對後，當遊戲軟體關閉時，無法重新與《精靈寶可夢GO》App連線的錯誤。 |
| 8.0.0  | 2019年4月16日  | - 可在HOME菜單中的「所有遊戲軟體」中對遊戲進行排序（需安裝13個軟體以上）。 - 可在「新聞」程序中查看所有公布的資訊。 - 使用者頭像設定新增多款圖示可供選擇，其中包括《Splatoon 2》和《耀西的手工世界》。 - 可讀取並遊玩已轉移至第二台主機上的遊戲存儲資料。 - 可放大部份顯示畫面。 - 主機設定上地區設定新增「香港」和「台灣」。 - 主機設定上增加戶外設定。 |
| 8.0.1  | 2019年4月24日  | - 系統穩定性、使用便利性改善。 |
| 8.1.0  | 2019年6月18日  | - 系統穩定性、使用便利性改善。 |
| 9.0.0  | 2019年9月10日  | - 在「遊戲新聞」的「尋找頻道」新增搜尋功能 - 可設篩選條件或用任意文字搜尋頻道 - 在「用戶設定」裡新增「顯示簽到用的QR碼」 - 可在畫面上Nintendo Account簽到用的QR碼 - 在特定的地方搜尋此QR碼的話，可參加活動或接收特典 - 從智慧型手機或電腦登入任天堂官網，和在設定的「簽到」顯示的QR碼是相同的 - 在「設定」的「通知」裡新增「設定鬧鐘通知」 - 可停止或刪除設定中的鬧鐘 - 鬧鐘是於指定時間通知的功能，可預先在支援遊戲軟體（預定新增）中設定 - 使用鬧鐘時有可能需要進行「更新控制器」 - 在「設定」的「控制器與感應器」裡新增以下功能： - 可變更觸控螢幕的敏感度 - 在「觸控螢幕的敏感度」裡，可從「標準」或「觸控筆用」2種進行選擇 - 新增「以主機按鍵操作」（僅限Nintendo Switch Lite） - 關閉設定，除了拍攝鍵和HOME鍵，將無法支援主機控制器部分的輸入，僅可用無線連接的控制器操作 - 最初是開啟狀態，需以無線連接的控制器來關閉（此設定在開啟情況下，有的遊戲軟體用無線連接的控制器操作時可能會無法操作，此時需透過Nintendo Switch Lite 來關閉設定） - 主機進入睡眠或重新啟動時，設定將自動開啟 - 在我的頁面新增「線上遊玩邀請」 - 可確認朋友寄來的邀請，參加線上遊戲 - 此功能僅可在支援遊戲軟體（預定新增）上使用 - 修正部分問題及提升操作穩定性和方便性。 |
| 9.0.1  | 2019年10月1日  | - 增強系統穩定性 - 修正遊玩時會觸發的某些錯誤 - 修正Nintendo Switch Lite初始設定時，會錯誤顯示移除Joy Con之指示（Nintendo Switch Lite的Joy Con整合於主機，不可移除） |
| 9.1.0  | 2019年12月5日  | - 修正部分問題及提升操作穩定性和方便性。 |
| 9.2.0  | 2020年3月3日   | - 修正部分問題及提升操作穩定性和方便性。 |
| 10.0.0 | 2020年4月14日  | - 书签功能已添加到游戏新闻中。 - 可以在主机存储存储器和SD卡之间移动下载的软件，更新数据和其他内容。 - 现在可以为每个已注册的控制器更改操纵杆和按钮的分配。 - 添加了“播放记录设置”，并且以前在“好友功能”设置中的“播放记录显示”和“播放记录删除”被移动。 - 添加了可以为用户设置的图标。 从《集合啦！动物森友会》中添加了6种头像 |
| 10.0.1 | 2020年4月22日  | - 修正部分問題及提升操作穩定性和方便性。 |
| 10.0.2 | 2020年4月30日  | - 修正部分問題及提升操作穩定性和方便性。 |
| 10.0.3 | 2020年5月26日  | - 修正部分問題及提升操作穩定性和方便性。 |
| 10.0.4 | 2020年6月5日   | - 修正部分問題及提升操作穩定性和方便性。 |
| 10.1.0 | 2020年7月14日  | - 修正部分問題及提升操作穩定性和方便性。 |
| 10.2.0 | 2020年9月15日  | |
| 11.0.0 | 2020年12月1日  | |
| 11.0.1 | 2020年12月11日 | - 修正主機更新至11.0.0版本後出現的以下問題 - 修正部分遊戲軟體無法正常遊玩之問題。 - 修正TV模式在部分電視無法正常顯示遊戲畫面或發生錯誤之問題。 |
| 12.0.0 | 2021年4月6日   | |
| 12.0.1 | 2021年4月20日  | |
| 12.0.2 | 2021年5月12日  | |
| 12.0.3 | 2021年6月8日   | |
| 12.1.0 | 2021年7月6日   | |
| 13.0.0 | 2021年9月15日  | - 支援「Bluetooth®音訊」 - Nintendo Switch支援使用Bluetooth®連接耳機（包含入耳式和頭戴式）或喇叭等。 - 使用Bluetooth音訊時，除了最多只能連接兩個無線控制器外，也無法使用鄰近主機通訊。 - 不支援Bluetooth音訊設備的麥克風輸入。 - 部分Bluetooth音訊設備之音訊延遲問題或許會比較明顯。 - - 在「主機」新增了「更新底座」，能更新Nintendo Switch底座的軟體。 - 只有隨附在Nintendo Switch（OLED款式），附有網路插孔的Nintendo Switch底座 [HEG-007]支援此更新功能。 ※Nintendo Switch Lite沒有新增此功能。 - - 在「睡眠」新增了「睡眠時是否維持有線網路連接」。 - 當設定為「開啟」時，使用有線網路連接的主機即使進入睡眠模式也會繼續連接網路，如使用智慧型手機購買軟體或新增內容，主機便能立即開始下載。 - 當設定為「關閉」時，每隔一定時間便會連接網路進行下載等動作，此會減低電力消耗。 ※此項設定預設為「開啟」。 ※如系統版本尚未更新到13.0.0，系統預設運作與此項設定設為「開啟」時相同。 - - 變更了在「控制器與感應器」的「校正操控搖桿」中，校正的開始方法。 - 開始方法從按壓操控搖桿變更為把操控搖桿持續推向一個任意的方向。 - 在「網路」能確認使用中無線網路的無線頻率（2.4GHz／5GHz）。 |
| 13.1.0 | 2021年10月26日 | - 支援「Nintendo Switch Online + 擴充包」。 - 修正部分問題及提升操作穩定性和方便性。 |
| 13.2.0 | 2021年12月1日  | - 修改部分問題及提升操作穩定性和方便性。 |
| 13.2.1 | 2022年1月20日  | - 修改部分問題及提升操作穩定性和方便性。 |
| 14.0.0 | 2022年3月22日  | - HOME選單的「所有軟體」內新增了「群組」功能。 - 可以把喜愛的軟體登錄在建立的「群組」內。 - 依照軟體的類型或廠商等建立群組，可以更容易搜尋到所需的軟體。 - 最多可建立100個「群組」，每個「群組」可以登錄最多200個軟體。 - 「所有軟體」的選項會在軟體圖標多於 12 個時顯示在HOME選擇單的右側。 變更了調節「Bluetooth®音訊」音量的方法。 - 可以透過Nintendo Switch主機調節Bluetooth音訊設備的音量。 - 透過Bluetooth音訊設備上的音量鍵調節音量時，會在主機畫面顯示音量 - 增加了部分Bluetooth音訊設備的音量上限。 - Bluetooth音訊設備需要支援AVRCP 規範。 |
| 14.1.0 | 2022年4月5日   | - 「設定」的「通知」內新增了「設定白金點數通知」的項目 此設定為「關閉」時，即使有尚未領取的白金點數，也不會收到在特定間距時間內發出的通知。 ※只有在HOME選單的「Nintendo Switch Online」之「ミッション＆ギフト（ Missions & Rewards）」獲得白金點數為通知對象。 ※香港地區沒有提供「ミッション＆ギフト（ Missions & Rewards）」的服務。 |
| 14.1.1 | 2022年4月19日  | - 修改部分問題及提升操作穩定性和方便性。 |
| 14.1.2 | 2022年6月14日  | - 修改部分問題及提升操作穩定性和方便性。 |
| 15.0.0 | 2022年10月11日 | - 變更了「設定」內「Bluetooth®音訊」的位置。 - 修正無法於部份遊戲的特定場景使用拍攝鍵拍攝畫面照片之問題。 - 修正部分問題及提升操作穩定性和方便性。 |
| 15.0.1 | 2022年10月11日 | - 修正使用「隨時遊玩的主機」以外的主機遊玩下載版軟體或新增內容時出現「錯誤代碼：2181-1000」之問題。 - 修正無法於部份遊戲的特定場景使用拍攝鍵拍攝畫面照片之問題。 - 修正部分問題及提升操作穩定性和方便性。 |
| 16.0.0 | 2023年2月21日  | - 開啟或再次啟動軟體時，如用戶的暱稱包含無法使用的字詞，暱稱將會自動被「???」代替。 - 修正部分問題及提升操作穩定性和方便性。 |
| 16.0.1 | 2023年3月23日  | - 修正部分問題及提升操作穩定性和方便性。 |
| 16.0.2 | 2023年4月18日  | - 修正部分問題及提升操作穩定性和方便性。 |
| 16.0.3 | 2023年5月9日   | - 修正部分問題及提升操作穩定性和方便性。 |
| 16.1.0 | 2023年8月22日  | - 修正部分問題及提升操作穩定性和方便性。 |
| 17.0.0 | 2023年10月11日 | - 修正部分問題及提升操作穩定性和方便性。 |
| 17.0.1 | 2023年12月5日  | - 修正下述問題及部分其他問題，並提升操作穩定性和方便性。 - 修正在系統版本17.0.0中發生於部分遊戲軟體的鄰近主機通訊問題。 |
| 18.0.0 | 2024年3月26日  | - 於「設定」＞「睡眠」的「以電視遊玩時的自動睡眠」項目中新增「15分鐘」的設定選項。 - 「Nintendo Switch Parental Controls」介紹影片的對應語言新增韓文。-主機語言設定為韓文時，可於「設定」＞「Parental Controls設定」中觀看。 - 修正部分問題及提升操作穩定性和方便性。 |
| 18.0.1 | 2024年4月23日  | - 修正在「網路設定」中進行網路的設定時無法搜尋到部分存取點的問題。 - 修正部分問題及提升操作穩定性和方便性。 |
| 18.1.0 | 2024年6月11日  | - 已刪除「相簿」內「選擇發表處」中「發表到Twitter」的項目。 - 已刪除發表畫面照片或影片至社群網站時「同時發表到大亂鬥小幫手」的選項。 - 已刪除「設定」＞「用戶設定」＞「發表到社群網站的設定」中X（舊稱Twitter）的相關項目。 |
| 19.0.0 | 2024年10月8日  | - 修正部分問題及提升操作穩定性和方便性。 |
| 19.0.1 | 2024年10月29日 | - 修正在睡眠模式時無法正常進行軟體下載等網路通訊的問題。 - 修正部分問題及提升操作穩定性和方便性。 |
| 20.0.0 | 2025年4月30日  | - 於HOME選單新增以下功能。 「虛擬遊戲卡」 ・已購買的下載版遊戲軟體或新增內容會變成虛擬遊戲卡，並以一覽方式顯示。 ・若擁有兩台主機，可透過在任何一台主機上設置或取出虛擬遊戲卡來切換遊玩的主機。 ・可出借給Nintendo Account的家庭群組成員。 「遊戲分享」 ・可從附近的Nintendo Switch 2接收軟體，並一起遊玩。 - 於「我的頁面」＞「用戶設定」中新增以下項目。 「確認為本人的設定」 ・可設定在進入「虛擬遊戲卡」選單時需要透過Nintendo Account或密碼進行身分驗證。 「設定線上授權」 ・若設定為開啟，主機處於已連接網路的狀態下，即使沒有設置虛擬遊戲卡仍可遊玩已購買的下載版遊戲軟體。詳情請查閱設定畫面上顯示的注意事項。 - 已更改HOME選單中「Nintendo eShop」及「遊戲新聞」圖示的顏色。 - 在「儲存資料轉移」中新增一次選擇多個儲存資料進行轉移的功能。 - 於「設定」＞「主機」中新增「完整傳送到Nintendo Switch 2」的項目。 ・透過鄰近主機通訊就能把所持的Switch的儲存資料及遊戲畫面照片等完整傳送到Switch 2。 ・若在購買Switch 2前欲轉讓手上的Switch，也可先將資料傳送至專用伺服器，日後在Switch 2上接收。 - 已更新部分用戶頭像的外觀。 ・此外，伴隨著「虛擬遊戲卡」功能的發布，已取消「隨時遊玩的主機」設定，並將其名稱及功能更改為「可共享特定軟體使用券的主機」。 主機已被設定為「可共享特定軟體使用券的主機」時，同一主機上的用戶可共享部分軟體的使用券。 |
| 20.0.1 | 2025年5月2日   | - 修正在主機更新後重新啟動時顯示錯誤代碼2206-1015的問題。 |
| 20.1.0 | 2025年5月28日  | - 伴隨著智慧型手機專用應用程式《Nintendo Switch™ Parental Controls》的更新，已更改家長監護設定的相關設計。 ※更新後將變更其名稱為《Nintendo家長監護Switch™》。 - 已更改從HOME選單開啟「Nintendo Switch Online」時的音效。 - 修正部分問題及提升操作穩定性和方便性。 |
| 20.1.1 | 2025年6月3日   | - 已修正在系統版本20.1.0下出現無法啟動部分軟體的問題。 |
| 20.1.5 | 2025年6月19日  | - 修正部分問題及提升操作穩定性和方便性。 |